# Belhi (Sarlahi)
Pour les articles homonymes, voir Belhi.
Belhi (en népalais : बेल्ही) est un comité de développement villageois du Népal situé dans le district de Sarlahi. Au recensement de 2011, il comptait 3 555 habitants.